# أرتاشات (أرارات)
مدينة أرتاشات (بالأرمينية:Արտաշատ) (بالإنجليزية: Artashat)‏ هي إحدى المدن التابعة لمقاطعة أرارات في أرمينيا. يقدر عدد سكانها بـ 25740 نسمة حسب الإحصاء الذي جرى عام 2011.

## المناخ
يظهر الجدول التالي التغييرات المناخية على مدار السنة لأرتاشات:
| البيانات المناخية لـأرتاشات       | البيانات المناخية لـأرتاشات | البيانات المناخية لـأرتاشات | البيانات المناخية لـأرتاشات | البيانات المناخية لـأرتاشات | البيانات المناخية لـأرتاشات | البيانات المناخية لـأرتاشات | البيانات المناخية لـأرتاشات | البيانات المناخية لـأرتاشات | البيانات المناخية لـأرتاشات | البيانات المناخية لـأرتاشات | البيانات المناخية لـأرتاشات | البيانات المناخية لـأرتاشات | البيانات المناخية لـأرتاشات |
| الشهر                             | يناير                       | فبراير                      | مارس                        | أبريل                       | مايو                        | يونيو                       | يوليو                       | أغسطس                       | سبتمبر                      | أكتوبر                      | نوفمبر                      | ديسمبر                      | المعدل السنوي               |
| --------------------------------- | --------------------------- | --------------------------- | --------------------------- | --------------------------- | --------------------------- | --------------------------- | --------------------------- | --------------------------- | --------------------------- | --------------------------- | --------------------------- | --------------------------- | --------------------------- |
| متوسط درجة الحرارة الكبرى °م (°ف) | 1.9 (35.4)                  | 4.7 (40.5)                  | 12.4 (54.3)                 | 19.6 (67.3)                 | 25.1 (77.2)                 | 29.9 (85.8)                 | 34.4 (93.9)                 | 33.5 (92.3)                 | 29.2 (84.6)                 | 21.2 (70.2)                 | 12.9 (55.2)                 | 5.2 (41.4)                  | 19.2 (66.5)                 |
| المتوسط اليومي °م (°ف)            | −2.6 (27.3)                 | −0.2 (31.6)                 | 6.5 (43.7)                  | 13.1 (55.6)                 | 18.0 (64.4)                 | 22.3 (72.1)                 | 26.4 (79.5)                 | 25.7 (78.3)                 | 21.1 (70.0)                 | 14.1 (57.4)                 | 7.1 (44.8)                  | 0.8 (33.4)                  | 12.7 (54.8)                 |
| متوسط درجة الحرارة الصغرى °م (°ف) | −7.0 (19.4)                 | −5.0 (23.0)                 | 0.6 (33.1)                  | 6.6 (43.9)                  | 11.0 (51.8)                 | 14.7 (58.5)                 | 18.5 (65.3)                 | 18.0 (64.4)                 | 13.1 (55.6)                 | 7.0 (44.6)                  | 1.4 (34.5)                  | −3.5 (25.7)                 | 6.3 (43.3)                  |
| الهطول مم (إنش)                   | 19 (0.7)                    | 22 (0.9)                    | 27 (1.1)                    | 35 (1.4)                    | 46 (1.8)                    | 25 (1.0)                    | 12 (0.5)                    | 9 (0.4)                     | 11 (0.4)                    | 26 (1.0)                    | 22 (0.9)                    | 17 (0.7)                    | 271 (10.8)                  |
| المصدر: Climate-Data.org          |                             |                             |                             |                             |                             |                             |                             |                             |                             |                             |                             |                             |                             |

## توأمة
لأرتاشات (أرارات) اتفاقيات توأمة مع كل من:
- كلامار
- Pestszentlőrinc-Pestszentimre [الإنجليزية]‏

## أعلام
- ديكرانوس الثالث
- ديكرانوس الثاني